# Kisimoto Hajami
Kisimoto Hajami (japánul 岸本早未, nyugaton Hayami Kishimoto; Kiotó,  1987. június 25. –) japán pop énekesnő. 2003-ban debütált születésnapján, azóta 2 albumot, 1 minialbumot és 11 kislemezt adott ki. Első lemezét 21 000 példányban adták el.